# Aloe comosa
Aloe comosa é uma espécie de liliopsida do gênero Aloe, pertencente à família Asphodelaceae.